# Lato (pocałuj mnie)
Lato (pocałuj mnie) (zapis stylizowany: lato (pocałuj mnie)) – piąty singel polskiej piosenkarki Bryski z jej pierwszego minialbumu, zatytułowanego jestem bryska. Singel został wydany 20 sierpnia 2021.

## Geneza utworu i historia wydania
Utwór napisali i skomponowali Gabriela Nowak-Skyrpan, Magdalena Wójcik i Marco Quisisana.
Singel ukazał się w formacie digital download 20 sierpnia 2021 w Polsce za pośrednictwem wytwórni płytowej Magic Records w dystrybucji Universal Music Polska. Kompozycja promowała pierwszy minialbum Bryski – jestem bryska.
9 marca 2022 utwór w wersji akustycznej został wykonany w ramach cyklu „ZET Akustycznie”.

## Lista utworów
- Digital download[2]

1. „Lato (pocałuj mnie)” – 2:02
2. „Lato (pocałuj mnie)” (Mandee Remix) – 2:35

## Lato (pocałuj mnie) (Mandee Remix)
Lato (pocałuj mnie) (Mandee Remix) – singel promocyjny polskiej piosenkarki Bryski. Piosenka została zremiksowana przez Mandee’ego. Singel został wydany 20 sierpnia 2021.
Kompozycja znalazła się na 2. miejscu listy AirPlay – Top, najczęściej odtwarzanych utworów w polskich rozgłośniach radiowych. Nagranie otrzymało w Polsce status podwójnie platynowego singla, przekraczając liczbę 100 tysięcy sprzedanych kopii.

### Geneza utworu i historia wydania
Piosenka została napisana i skomponowana przez Gabrielę Nowak-Skyrpan, Magdalenę Wójcik, Marco Quisisana i Mateusza Andrzejewskiego.
Singel ukazał się w formacie digital download 20 sierpnia 2021 w Polsce za pośrednictwem wytwórni płytowej Magic Records w dystrybucji Universal Music Polska. Piosenka została umieszczona na pierwszym minialbumie Bryski – jestem bryska.
21 maja 2022 wykonała piosenkę podczas koncertu „Radiowy przebój roku” na Polsat SuperHit Festiwal 2022.
Piosenka znalazła się w grupie dwudziestu jeden polskich propozycji, spośród których polski oddział stowarzyszenia OGAE wyłaniał reprezentanta kraju na potrzeby plebiscytu OGAE Song Contest 2023.
Utwór znalazł się na kilkunastu polskich składankach m.in. Bravo Hits: Jesień 2021 (wydana 24 września 2021), Hity na czasie: Jesień 2021 (wydana 24 września 2021) i Bravo Hits: Zima 2022 (wydana 26 listopada 2021).

### „Lato (pocałuj mnie) (Mandee Remix)” w stacjach radiowych
Nagranie było notowane na 2. miejscu w zestawieniu AirPlay – Top, najczęściej odtwarzanych utworów w polskich rozgłośniach radiowych.

### Teledysk
Do utworu powstał teledysk zrealizowany przez The Dreams Studio. Wideo udostępniono 23 sierpnia 2021 za pośrednictwem serwisu YouTube.

### Notowania
| Kraj   | Lista (2021)      | Najwyższa pozycja |
| ------ | ----------------- | ----------------- |
| Polska | AirPlay – Top     | 2                 |
| Polska | AirPlay – Nowości | 2                 |

| Kraj   | Lista (2021)  | Pozycja |
| ------ | ------------- | ------- |
| Polska | AirPlay – Top | 62      |

### Certyfikaty
| Kraj          | Certyfikat         | Sprzedaż |
| ------------- | ------------------ | -------- |
| Polska (ZPAV) | 2× platynowa płyta | 100 000+ |

### Wyróżnienia
| Rok  | Konkurs                  | Kategoria                   | Rezultat    |
| ---- | ------------------------ | --------------------------- | ----------- |
| 2021 | Gorąca 100               | 100 największych hitów 2021 | 95. miejsce |
| 2021 | Przebój roku RMF FM 2021 | Przebój roku                | 29. miejsce |